# Празька капела бандуристів
Празька капела бандуристів —

На еміграції між українських культурними діячами виїхав основоположник Київською Капели Бандуристів, слобідський бандурист-віртуоз — Василь Ємець. Він на початок поселився у 1920 р. у Берліні де продовжував навчання і написав та видав свою працю «Кобзу та Кобзарі».
Згодом в 1923 р. В. Ємець переїхав у Чехословаччину на запрошення Українського Громадського Комітету де очолював та відкрив кілька відділів школи гри на бандурі в Празі та в Подєбрадах. Тут він налаштував виробництво і почав навчати гру на бандурі українських та чеських студентів які вчилися у вищих навчальних закладах. Вивчали гру на бандурі в один час понад 60 бандуристи.
З допомогою свого заступника та колишнього учасника першої київської капели бандуристів М. Теліги, було зорганізована майстерня при Української Господарської Академії у Подєбрадах де були виготовлені понад 100 бандур. Там колишній друг В. Ємця з Москви — Григорій Довженко та студент УГА І. Романенко, О. Дутка та П. Непокипний в Братиславі почали виробляти інструменти по зразку моделі Антонія Паплинського на якій грав В. Ємець. Ці інструменти дуже характерні. Вони мали діатонічний звукоряд з 12-ма басами (4 - контрабаси та 8 басів по грифі з дерев'яними кілками та двома головками на грифі) та 20-22 приструнками (на металевих кільків).
У 1924 р. ця школа дала свої перші плоди. З найкращих 18 учнів була створена друга капела бандуристів яка почала виступати з концертами по чеських культурних центрах. Зацікавлення у діяльність капели була надзвичайна не лише в Чехословаччині але і в Україні. Музичне товариство ім. М. Леонтовича яка почали друкувати в 1924 р. журнал «Музика» вміщала рецензії про діяльність Празької Капели Бандуристів. В. Ємець дістав листа від київського бандуриста Г. Копана зі запрошеннями повернутися назад у Київ щоби відновити та очолити Київську Капелу Бандуристів яку він раніше створив в 1918 р. Ємець не наважився повернутися.
Зацікавлення в діяльність та роботу школи гри на бандурі та капели не оминало увагу композитора та ректора ХМДІ — С. Дремцова який в один час у В. Ємця вивчав гру на бандурі. Дрімцов у свій час теж майстрував бандури. Він раніше фінансово підтримував клас гри на бандурі в Лисенківській музичній Школі в Києві в 1908-10 рр. коли там викладав кобзар І.Кучугура-Кучеренко.
Вісті про існування школи гри на бандурі в Празі та про концертних успіхів другої Капели бандуристів під орудою В. Ємця спонукали Дремцова до дії. В 1926 р. були створені умови для проведення перших професійних курсів гри на бандурі в Харкові в Харківський Музаводрам Інститут. На цих курсах був запрошений викладати Г. Хоткевича але курси в Харкові на мали таку кількість учасників та відповідної фінансової утримки від держави.
Поява замітки про успіхи Празької капели на сторінках журналу «Музика» теж вплинула на створення в Полтаві капелу бандуристів.
Крім Празької Капели Бандуристів була створена студентська капела бандуристів В. Ємцем в українській гімназії в Празі. Після В. Ємця деякий час керував цією групою М. Омельченко (який вивчав раніше музику у Відні) а потім К. Могила. До цієї капели належали такі бандуристи: Петро Кощук, Всеволод Змієнко, Євген Кощук, Микола Бугаїв, Микола Гудзій, Микола Левицький, Арсен Марущак, Панько Конюшевський, Юхим Клевчуцький (майбутній вчитель З. Штокалка), Сергій Татаруля, Сергій Кощук, Юрко Каплинський, К. Стецюренко, Г. Хоменко, Андрій Кість та Ростислав Каплинський.
У лютому 1926 р. був надрукований збірник нот для бандури під назвою «Наша Пісня — збірник українських народніх дум і пісень з проводом бандури — Збірник перший — Видавництво Товариство Кобзар» . Це була перша надрукована нотна збірка для бандури. У збірнику на 24 сторінок були надруковані 12 творів. У передмові було надруковано що упорядник (М. Теліга) сподівав що вийде і другий том. Зміст видання включало твори:
- Ой на горі та й женці жнуть
- Гей, видно село
- Виклик (Ніч така місячна) — Інструментальна обробка
- Про Максима Залізняка (Ой літа орел)
- Тарасова ніч (Встає хмара)
- Про смерть козака (Ой на горі вогонь горить)
- Запорожський марш (Гей, нумо, хлопці, до зброї) — Інструментальна обробка
- Ой, на горі вогонь горить
- Вийди, Грицю, на улицю
- І шумить, і гуде … (обр К. Могила)
- Кужель — Інструментальна обробка
- Козак — Інструментальна обробка

Є відомості про існування інших видань нот для бандури.
Після 1926 р. джерела фондів від яких Чехословацький уряд щедро давав на підтримку розвитку української освіти та культури почала скорочѓватися. Політичні та культурні діячі почали шукати відповідні умови для дальшої діяльності. Деякі діячі повернулися в Україну, інші як В. Авраменко поїхали в Канаду та пізніше в США.
У 1927 р В. Ємець переїхав у Бельгію та Францію. У 1929 р. був відкритий Науковий Інститут у Варшаві куди М. Теліга переїхав зі своєю дружиною.
Вплив роботу В. Ємця та М. Теліги на розвиток та поширення бандури на Західно-Українських земель значний.
Встає зрозуміло чому Галицькі бандуристи в періоді між війнами грали на бандурі де приструнки мали діатонічний звукоряд без струн півтонів, та баси також мали діатонічний звукоряд на 2 октави.
Також стає зрозуміло чому вони тримали свої бандури навскоси так як харківські бандуристи, та вживали постановку лівої руки на яка відрізнялася від постановку яку вживали Київські бандуристів того часу. Це можна пояснити тим що спосіб гри на бандурі вони перейняли від слобіднця В. Ємця.
Через цю школу пройшли чимало бандуристів — понад 60. Деякі виїхали на Захід а інші повернулися в Галичину.
Неповний список бандуристів які вчилися у цій кобзарській школі та грали в Празькій Капелі бандуристів включає:
- Білецький А. – син викладача та директором гімназії,(Леонід – доктор наук, професор української мови та літератури, професор УВУ)
- Буртакова Ніна -
- Бугаїв (Бугай) Микола (Петро) Михайло – Був у школі пластунів у Каліші (Польща). Переїхав старання Українського Громадського Комітету в Прагу в 1923 р. Разом вчився з Ю. Клевчуцьким. Попав у Німецький кацер під час війни але вижив.
- Гаврилюк Ілько -
- Гасюк (до шлюбу Шостак) Марія – кубанська козачка. Після студії в Празі переїхала до Львова. Працювала педагогинею. Керувала там ансамблем бандуристів.
- Гудзій Микола - Був у школі пластунів у Каліші. Переїхав старання Українського Громадського Комітету в Прагу в 1923 р.
- Дутка Іван Олександрович (нар 1899 - ) - та дочка - Повернувся в Чернівці. Робив бандури з клепків. Працював у театрі в Чернівцях.
- Довженко Григорій – майстер бандур в Подєбрадах. В. Ємець його знав ще з Москви коли він там вчилися.
- Жирков, М. - Соліст капели
- Заворицький Панас (Р. Заворський ?) - Соліст капели, згинув у бою на Закарпатті.
- Змієнко Всеволод - Був у школі пластунів у Каліші. Переїхав старання Українського Громадського Комітету в Прагу в 1923 р.
- Казанівський П. – майстрував бандури. Переїхав в Канаду. Керував капелу бандуристів у Ґрімзбі, в Онтаріо. Виробляв діатонічні бандури харківського типу.
- Каплинський Ростислав - Був у школі пластунів у Каліші. Переїхав старання Українського Громадського Комітету в Прагу в 1923 р.
- Кисть Андрій - Переїхав в Канаду та США. Там виступав на бандурі у виставах В. Авраменка, та в Американських фільмах. Пізніше став священиком і служив в Мінеаполісі.
- Ю. Клевчуцький (Юрко) – Був у школі пластунів у Каліші. Переїхав старання Українського Громадського Комітету в Прагу в 1923 р. Повернувся на Тернопільщину де вчителював. Перший вчитель З. Штокалка. Загинув в боях за Закарпатську Україну під Ужгородом( в іншых джерелах в Стрию.
- Конюшинський Панько - Був у школі пластунів у Каліші. Переїхав старання Українського Громадського Комітету в Прагу в 1923 р.
- Кощик Степан - Був у школі пластунів у Каліші. Переїхав старання Українського Громадського Комітету в Прагу в 1923 р.
- Кощик Петро – Був у школі пластунів у Каліші. Переїхав старання Українського Громадського Комітету в Прагу в 1923 р.
- Кощик Євген - Був у школі пластунів у Каліші. Переїхав старання Українського Громадського Комітету в Прагу в 1923 р.
- Куліш М. -
- Левицький Микола – Пізніше переїхав та жив у Франції.
- Лисевич Ігор – Родом з Надніпрянщини. В 30-их роках жив у Львові. Викладав у Львові гру на бандурі.
- Локшинський Іван -
- Ляшенко І. -
- Могила, К. – Студент медицини, керівник студентського ансамблю, автор обробок для бандури.
- Непокипний, Петро – майстер бандур. Переїхав у Братиславу.
- Обломський, Василь -
- Омельченко М. (Петрович) – викладав гру на бандурі в гімназії. Народився в 1894 р. в Хоролі на Полтавщині. Працював як Графік. Навчався 21-23 у Варшаві, а з 1924-28 у Празі в Академії Мистецтва. З 1928 р. жив у Парижі
- Омельський Олександер - Вчився у Відні – піаніст. Композитор, Педагог. Студіював у Віденській консерваторії.
- Романенко (Романченко) О. – Працював учителем в Українській гімназії в Празі, відомий як майстер бандур для Празької Капели бандуристів та гімназійної капели.
- Сивокінь А. -
- Стецюренко Кость - Був у школі пластунів у Каліші. Переїхав старання Українського Громадського Комітету в Прагу в 1923 р.
- Стопкевич Дмитро -
- Татаруля Сергій – (1911-1971) Народився у Глухові. Жив у Парижі. Батьки відправили до Праги на навчання в Українській гімназії. Повернувся в Париж.
- Фарміґа Василь - Родом з Кубані.
- Хворостенко І. -
- Хоменко Гриць - Був у школі пластунів у Каліші. Переїхав старання Українського Громадського Комітету в Прагу в 1923 р. В липні 1926 р. Переїхав у Париж. Співав басом. Був завзятий футболіст.
- Шморгун Володимир - Був у школі пластунів у Каліші. Переїхав старання Українського Громадського Комітету в Прагу в 1923 р.
- Шостак Марія - родом з Кубані повернулася в Україну. Вчителювала у Львові. Створила там ансамбль бандуриситів.
- Шуль Володимир -